# Dienstgrade der französischen Streitkräfte
Dieser Artikel behandelt die Dienstgradabzeichen der französischen Streitkräfte der Gegenwart. Zu diesen zählen ebenfalls:
- die Gendarmerie nationale
- die Berufsfeuerwehr von Paris (Brigade de sapeurs-pompiers de Paris, BSPP). Sie gehört zur Pioniertruppe und trägt die entsprechenden Dienstgradabzeichen. Bei Paraden in Heeresuniform wird das Gewehr geführt, in der Feuerwehruniform dagegen wird eine Axt getragen.
- die Berufsfeuerwehr von Marseille (Bataillon de marins-pompiers de Marseille, BMPM). Sie gehört zur Marine und trägt die entsprechenden Dienstgradabzeichen. Bei Paraden in Marineuniform wird das Gewehr geführt, in der Feuerwehruniform dagegen wird eine Axt getragen.

Im Anhang finden sich die Ränge des Ancien Régime.

## Sonderstellung
Die Ränge Maréchal de France (Marschall von Frankreich) und Amiral de France (Admiral von Frankreich) sind zurzeit nicht vergeben. Die Rangabzeichen bestehen aus sieben Sternen.
Letzter Marschall von Frankreich war Marie-Pierre Kœnig (1898–1970), dem dieser Titel 1984 posthum verliehen wurde.
Letzter Admiral von Frankreich war Trehouard de Beaulieu, dem dieser Titel 1869 verliehen wurde.
Bisher einziger Amiral de la flotte war François Darlan, dem dieser Titel 1939 verliehen wurde.
| Dienstgrad                                    | Bemerkung                | Dienststellung         | Rangabzeichen |
| --------------------------------------------- | ------------------------ | ---------------------- | ------------- |
| Maréchal de France (Marschall von Frankreich) | (zurzeit nicht vergeben) | Armeeoberbefehlshaber  |               |
| Amiral de France (Admiral von Frankreich)     | (zurzeit nicht vergeben) | Marineoberbefehlshaber |               |

## Anrede
Vor den Dienstgrad wird bei Männern gesprochen die Silbe "mon" gesetzt; in Filmen wird diese oft fälschlich mit "mein" übersetzt ("Mein Kapitän"). Tatsächlich ist das mon eine Verkürzung von Monsieur le…; wörtlich schlicht Herr… Auch im französischsprachigen Schriftverkehr lautet die Anrede Monsieur le… Eine entsprechende sprachliche Verkürzung für die weibliche Form existiert nicht.

## Heer
Im Heer existieren drei Gruppen von Offizieren, die der Kampftruppen, die Experten und die des „Corps für Technik und Verwaltung“ (Corps technique et administratif – CTA). Bei männlichen Offizieren wird bei der Anrede dem Dienstgrad das traditionelle „mon“ vorangestellt. Dies bezieht sich jedoch nur indirekt auf den Begriff „mein“ (wie es übersetzt heißen würde), da es eine Verballhornung von „Monsieur“ ist. Aus diesem Grunde wird es bei weiblichen Offizieren auch nicht verwendet. Diese werden direkt mit ihrem Dienstgrad angesprochen. Für manche Offiziere, wie etwa die Commissaires de l’Armée de terre (Corps de commissaires de l’Armée de terre), oder die Militärpfarrer wird jedoch die Anrede „Monsieur/Madame“ verwendet. Gemäß dem Règlement de discipline générale werden Untergebene stets lediglich mit ihrem Dienstgrad (und Namen) angesprochen.
Die Jäger zu Fuß (Chasseurs à pied) und die Gebirgsjäger (Chasseurs alpins) haben blaue Schulterklappen, da diese eine blaue Uniform (tenue bleue) tragen.
Die Dienstgradabzeichen der Arme blindée et cavalerie (Panzer und Kavallerie) sind im Unterschied zu den anderen Waffengattungen gleich denen der Jägertruppe.

### Generäle – Officiers généraux
Der Name General leitet sich ab von dem Begriff Capitaine général, dem Kapitän, der den Oberbefehl über die gesamte Armee innehatte.

Die Generäle werden in zwei Sparten eingeteilt:
- Die erste Sparte enthält die Generäle im Truppendienst, die abgeordneten Generäle und die nicht aktiven Generäle.
- In der zweiten Sparte befinden sich alle Generäle, die zur Disposition des Verteidigungsministeriums stehen.

| Dienstgrad                     | Anrede                          | Dienststellung      | Rangabzeichen |
| ------------------------------ | ------------------------------- | ------------------- | ------------- |
| Général d’armée (GA)           | mon général (weiblich: général) | Armeebefehlshaber   |               |
| Général de corps d'armée (GCA) | mon général (weiblich: général) | Korpskommandeur     |               |
| Général de division (GDI)      | mon général (weiblich: général) | Divisionskommandeur |               |
| Général de brigade (GBR)       | mon général (weiblich: général) | Brigadekommandeur   |               |

### Stabsoffiziere – Officiers supérieurs
| Dienstgrad | Anrede                                | Dienststellung                                                | Rangabzeichen |
| --- | ------------------------------------- | ------------------------------------------------------------- | ------------- |
| Colonel (COL) | mon colonel (weiblich: colonel)       | Regimentskommandeur                                           |               |
| Lieutenant-colonel (LCL) | mon colonel (weiblich: colonel)       | Regimentskommandeur                                           |               |
| Commandant (CDT) – nur ohne Truppenkommando – ansonsten: Chef de bataillon (CBA) in der Infanterie, bei den Pionieren und den Fernmeldern Chef d’escadrons (CES) in der Kavallerie Chef d’escadron (CEN) in der Artillerie und dem Transportwesen Versorgungsoffizier Chef d’escadrille bei den Heeresfliegern (Aviation Légère de l’Armée de Terre) | mon commandant (weiblich: commandant) | Bataillonskommandeur oder Kommandeur einer Groupe d’escadrons |               |

### Subalternoffiziere – Officiers subalternes
| Dienstgrad            | Anrede                                | Dienststellung | Rangabzeichen |
| --------------------- | ------------------------------------- | --- | ------------- |
| Capitaine (CNE)       | mon capitaine (weiblich: capitaine)   | Chef einer Kompanie, Escadron, Batterie oder Escadrille (in der Arme blindée et cavalerie: „Capitaine commandant d’unité élémentaire“) |               |
| Lieutenant (LTN)      | mon lieutenant (weiblich: lieutenant) | Zugführer |               |
| Sous-lieutenant (SLT) | mon lieutenant (weiblich: lieutenant) | Zugführer |               |
| Aspirant (ASP)        | mon lieutenant (weiblich: lieutenant) | Zugführer |               |
| Élève-officier (EO)   | mon lieutenant (weiblich: lieutenant) | Offiziersschüler der: EP, École spéciale militaire de Saint-Cyr (ESM) einschließlich der Élève officier en formation initiale en Allemagne (EOFIA), Ecole militaire interarmes (EMIA), École militaire du corps technique et administratif (EMCTA), École militaire supérieure d’administration et de management (EMSAM), , Élève-officier de réserve (EOR). |               |

### Unteroffiziere – Sous-officiers
| Dienstgrad | Anrede | Dienststellung                                | Rangabzeichen |
| --- | --- | --------------------------------------------- | ------------- |
| Major (MAJ) | major | Zugführer oder Funktion im Regimentsstab      |               |
| Adjudant-chef (ADC) | mon adjudant chef oder weiblich: adjudant chef bei der Kavallerie: mon lieutenant oder weiblich: lieutenant | Zugführer                                     |               |
| Adjudant (ADJ) | mon adjudant oder weiblich: adjudant bei der Kavallerie: mon lieutenant oder weiblich: lieutenant           | Zugführer                                     |               |
| Sergent-chef (SCH) Maréchal des logis-chef (MCH) bei den Berittenen Truppen | chef | Gruppenführer und stellvertretender Zugführer |               |
| Sergent (SGT) Maréchal des logis (MDL) bei den Berittenen Truppen Eine zusätzliche schmale Litze existiert seit der Abschaffung der Wehrpflicht nicht mehr, da sie dazu diente, längerdienende Soldaten zu kennzeichnen. | Sergent Maréchal des logis                                                                                  | Gruppenführer                                 |               |
| Élève sous-officier (EVSO) Unteroffiziersschüler während der Ausbildung an der École nationale des sous-officiers d’active (ENSOA)                                                                                       | élève sous-officier                                                                                         |                                               |               |

### Mannschaftsdienstgrade – Militaires du rang
| Dienstgrad | Anrede                      | Dienststellung                                                                                    | Rangabzeichen |
| --- | --------------------------- | ------------------------------------------------------------------------------------------------- | ------------- |
| Caporal-chef de première classe (CC1) Brigadier-chef de première classe (BC1) bei der Berittenen Truppe Kein offizieller Dienstgrad, sondern im Rahmen einer Auszeichnung verliehen (1999 eingeführt) | caporal-chef                | Stellvertretender Gruppenführer                                                                   |               |
| Caporal-chef (CCH) Brigadier-chef (BCH) bei der Berittenen Truppe | caporal-chef                | Stellvertretender Gruppenführer                                                                   |               |
| Caporal (CPL) Brigadier (BRI) bei der Berittenen Truppe | caporal                     | Stellvertretender Gruppenführer                                                                   |               |
| Soldat de première classe (1CL) Kein offizieller Dienstgrad, sondern im Rahmen einer Auszeichnung verliehen                                                                                           | soldat oder première classe | Keine Befehlsgewalt. Kann aber in speziellen Fällen als caporal oder brigadier eingesetzt werden. |               |
| Soldat de deuxième classe (SDT) | soldat                      |                                                                                                   |               |

### Verwaltungszweig der Landstreitkräfte – Commissariat de l’armée de terre
Die Kommissare werden regelkonform als « monsieur le … » oder « madame le … » (manchmal auch « madame la … ») commissaire angesprochen. Ihre Aufgabe ist die allgemeine Militär- und Finanzverwaltung des Heeres. (Die rein militärische Anrede « mon capitaine resp. capitaine » wurde allgemein geduldet.)
Seit dem 1. Januar 2010 ist das Corps des commissaires de l’armée de terre im zentralen Service du commissariat des armées aufgegangen.
| Dienstgrad                           | Anrede                                 | Dienststellung                                                    | Rangabzeichen |
| ------------------------------------ | -------------------------------------- | ----------------------------------------------------------------- | ------------- |
| Commissaire général de corps d’armée | Monsieur le commissaire général        | Generaldirektor der Militärverwaltung                             |               |
| Commissaire général de division      | Monsieur le commissaire général        | Stellvertretender Generaldirektor der Militärverwaltung           |               |
| Commissaire général de brigade       | Monsieur le commissaire général        | Direktor der Militärverwaltung                                    |               |
| Commissaire colonel                  | Monsieur le oder Madame le commissaire |                                                                   |               |
| Commissaire lieutenant-colonel       | Monsieur le oder Madame le commissaire |                                                                   |               |
| Commissaire commandant               | Monsieur le oder Madame le commissaire |                                                                   |               |
| Commissaire capitaine                | Monsieur le oder Madame le commissaire | Leiter der Allgemeinen- und Finanzverwaltung eines Truppenkörpers |               |
| Commissaire lieutenant               | Monsieur le oder Madame le commissaire |                                                                   |               |
| Commissaire sous-lieutenant          | Monsieur le oder Madame le commissaire |                                                                   |               |

## Luftwaffe – Armée de l’air
Die Dienstgradbezeichnungen der Luftwaffe unterscheiden sich lediglich bei den Generälen von denen des Heeres.
Seit dem 1. Januar 2010 ist das „Corps des commissaires de l’air“ im zentralen „Service du commissariat des armées“ aufgegangen.
Das Luftwaffenpersonal wird in drei Gruppen eingeteilt:
- Navigationspersonal – le corps du personnel navigant ;
- Wartungspersonal – le corps des mécaniciens ;
- Stützpunktpersonal – le corps des bases.

Jeder der Angehörigen dieser Korps trägt als Merkmal ein spezielles farbiges Namensschild:
- Navigationspersonal: rot mit einem Stern
- Wartungspersonal: violett mit einem Zahnrad
- Stützpunktpersonal: blau ohne Abzeichen
- Verwaltung: otterbraun mit einem Akanthusblatt

Die vorher mit einer umlaufenden Litze in der betreffenden Farbe ausgestatteten Schulterstücke werden lediglich von den Luftwaffenkommissaren und den Luftwaffenärzten weiter geführt.
Die Luftwaffenpioniere tragen spezielle Dienstgradabzeichen aus schwarzem Samt mit Einfassungen in der Waffenfarbe der Pioniere und dem (Charognard – Aasgeier genannten) Luftwaffenadler.

### Generäle – Officiers généraux
| Dienstgrad                       | Anrede                        | Dienststellung                      | Rangabzeichen |
| -------------------------------- | ----------------------------- | ----------------------------------- | ------------- |
| Général d’armée aérienne GAA     | mon général weiblich: général | Kommandeur einer Luftwaffenarmee    |               |
| Général de corps aérien GCA      | mon général weiblich: général | Kommandeur eines Luftwaffenkorps    |               |
| Général de division aérienne GDA | mon général weiblich: général | Kommandeur einer Luftwaffendivision |               |
| Général de brigade aérienne GBA  | mon général weiblich: général | Kommandeur einer Luftwaffenbrigade  |               |

### Stabs- und Subalternoffiziere – Officiers supérieurs et subalternes
| Dienstgrad                              | Anrede                              | Dienststellung                  | Rangabzeichen |
| --------------------------------------- | ----------------------------------- | ------------------------------- | ------------- |
| Oberst – Colonel COL                    | mon colonel weiblich: colonel       | Regimentskommandeur             |               |
| Oberstleutnant – Lieutenant-colonel LCL | mon colonel weiblich: colonel       | Regiments-/Geschwaderkommandeur |               |
| Major – Commandant CDT                  | mon commandant weiblich: commandant | Staffelchef                     |               |
| Hauptmann – Capitaine CNE               | mon capitaine weiblich: capitaine   | Staffelchef                     |               |
| Oberleutnant – Lieutenant LTT           | mon lieutenant weiblich: lieutenant | Zugführer                       |               |
| Leutnant – Sous-lieutenant SLT          | mon lieutenant weiblich: lieutenant | Zugführer                       |               |
| Fähnrich – Aspirant ASP                 | mon lieutenant weiblich: lieutenant | Zugführer                       |               |

### Offiziersschüler – Élèves officiers
| Dienstgrad | Anrede                              | Dienststellung | Rangabzeichen |
| --- | ----------------------------------- | -------------- | ------------- |
| Aspirant ASP – Schüler an den Offizierschulen der Luftwaffe (im zweiten Jahr an der École de l’air bzw. im ersten Jahr an der École militaire de l’air) (Regelung seit September 2009) | mon lieutenant weiblich: lieutenant | —              |               |
| Aspirant première année – Schüler im ersten Jahr an der Luftausbildungsschule (vormaliger Dienstgrad: Élève Officier EO – Regelung seit September 2009)                                | mon lieutenant weiblich: lieutenant | —              |               |
| Offizierschüler im fliegerischen Dienst – Élève-officier du personnel navigant | mon lieutenant weiblich: lieutenant | —              |               |

### Unteroffiziere – Sous-officiers
| Dienstgrad | Anrede                                         | Dienststellung                                | Rangabzeichen |
| --- | ---------------------------------------------- | --------------------------------------------- | ------------- |
| Major | major                                          | Zugführer                                     |               |
| Adjudant-chef | mon adjudant chef oder weiblich: adjudant chef | Zugführer                                     |               |
| Adjudant (Offizieranwärter) Inhaber des Dienstgrades Adjudant als Anwärter auf den Dienstgrad Lieutenant.         | mon adjudant oder weiblich: adjudant           | Zugführer                                     |               |
| Adjudant | mon adjudant oder weiblich: adjudant           | Zugführer                                     |               |
| Sergent-chef (Offizieranwärter) Inhaber des Dienstgrades Sergent-chef als Anwärter auf den Dienstgrad Lieutenant. | chef                                           | Gruppenführer und stellvertretender Zugführer |               |
| Sergent-chef SGC                                                                                                  | chef                                           | Gruppenführer                                 |               |
| Sergent SGT | sergent                                        | Gruppenführer                                 |               |

| Dienstgrad                                                                             | Anrede   | Dienststellung                  | Rangabzeichen |
| -------------------------------------------------------------------------------------- | -------- | ------------------------------- | ------------- |
| Längerdienender Hauptgefreiter – Caporal-chef CLC (Unteroffiziersanwärter)             | caporal  | Stellv. Zugführer/Gruppenführer |               |
| Längerdienender Hauptgefreiter – Caporal-chef CLC                                      | caporal  | Stellv. Zugführer/Gruppenführer |               |
| Hauptgefreiter – Caporal-chef CLC                                                      | caporal  | Gruppenführer                   |               |
| Obergefreiter – Caporal CAL                                                            | caporal  | Stellv. Gruppenführer           |               |
| Aviateur de première classe AV1 (Kein offizieller Dienstgrad – Unteroffiziersbewerber) | aviateur | Stellv. Gruppenführer           |               |
| Flieger – Aviateur AVT                                                                 | aviateur | -                               |               |

### Verwaltungszweig der Luftstreitkräfte
| Dienstgrad                                                                                           | Anrede                              | Dienststellung | Rangabzeichen |
| --- | ----------------------------------- | -------------- | ------------- |
| Commissaire général de corps aérien (CRE GCA)                                                        | mon général weiblich: général       |                |               |
| Commissaire général de division aérienne (CRE GDA)                                                   | mon général weiblich: général       |                |               |
| Commissaire général de brigade aérienne (CRE GBA)                                                    | mon général weiblich: général       |                |               |
| Commissaire colonel (CRE COL)                                                                        | mon colonel weiblich: colonel       |                |               |
| Commissaire lieutenant-colonel (CRE LCL)                                                             | mon colonel weiblich: colonel       |                |               |
| Commissaire commandant (CRE CDT)                                                                     | mon commandant weiblich: commandant |                |               |
| Commissaire capitaine (CRE CNE)                                                                      | mon capitaine weiblich: capitaine   |                |               |
| Commissaire lieutenant (CRE LTT)                                                                     | mon lieutenant weiblich: lieutenant |                |               |
| Commissaire sous-lieutenant (CRE SLT). Schüler im zweiten Jahr der „École des commissaires de l’air“ | mon lieutenant weiblich: lieutenant |                |               |
| Commissaire aspirant (CRE ASP). Schüler im ersten Jahr der „École des commissaires de l’air“         | mon lieutenant weiblich: lieutenant |                |               |

## Seestreitkräfte –Marine nationale

### Admirale – Officiers amiraux
| Dienstgrad                          | Anrede                  | Dienststellung | Rangabzeichen |
| ----------------------------------- | ----------------------- | -------------- | ------------- |
| Admiral – Amiral                    | Amiral weiblich: Amiral |                |               |
| Vizeadmiral – Vice-amiral d’escadre | Amiral weiblich: Amiral |                |               |
| Konteradmiral Vice-amiral           | Amiral weiblich: Amiral |                |               |
| Flottillenadmiral Contre-amiral     | Amiral weiblich: Amiral |                |               |

Der Begriff Admiral/Amiral stammt aus dem arabischen. Amir al-bahr bedeutet so viel wie Fürst des Meeres.

### Stabs- und Subalternoffiziere – Officiers supérieurs et subalternes
| Dienstgrad                                                                      | Anrede                          | Dienststellung | Rangabzeichen |
| ------------------------------------------------------------------------------- | ------------------------------- | -------------- | ------------- |
| Kapitän zur See – Capitaine de Vaisseau                                         | Commandant weiblich: Commandant |                |               |
| Leitender Ingenieur – Ingenieur en chef                                         | Commandant weiblich: Commandant |                |               |
| Fregattenkapitän – Capitaine de Frégate                                         | Commandant weiblich: Commandant |                |               |
| Korvettenkapitän – Capitaine de Corvette                                        | Commandant weiblich: Commandant |                |               |
| Kapitänleutnant – Lieutenant de Vaisseau                                        | Capitaine weiblich: Capitaine   |                |               |
| Oberleutnant zur See – Enseigne de vaisseau de première classe                  | Lieutenant weiblich: Lieutenant |                |               |
| Leutnant zur See – Enseigne de vaisseau de deuxième classe                      | Lieutenant weiblich: Lieutenant |                |               |
| Aspirant der École Navale                                                       | Lieutenant weiblich: Lieutenant |                |               |
| Élève-officier Offizierschüler im ersten Jahr an der Französischen Marineschule | Monsieur weiblich: Madame       |                |               |

### Höhere Unteroffiziere – Officiers mariniers supérieurs
| Dienstgrad                        | Anrede | Dienststellung | Rangabzeichen |
| --------------------------------- | ------ | -------------- | ------------- |
| Stabsbootsmann – Major            | Major  |                |               |
| Hauptbootsmann – Maître principal | Cipal  |                |               |
| Oberbootsmann – Premier maître    | Patron |                |               |

### Unteroffiziere – Officiers mariniers subalternes
| Dienstgrad                                   | Anrede | Dienststellung | Rangabzeichen |
| -------------------------------------------- | ------ | -------------- | ------------- |
| Bootsmann – Maître                           | Patron |                |               |
| Maat – Second maître                         | Chef   |                |               |
| Quartiermeister – Second maître maistrancier | Maître |                |               |
| Quartiermeisterschüler – Éleve maîstrancier  | Maître |                |               |

### Mannschaftsdienstgrade – Équipage
| Dienstgrad                                                             | Anrede | Dienststellung | Rangabzeichen |
| ---------------------------------------------------------------------- | ------ | -------------- | ------------- |
| Hauptgefreiter – Quartier maître de 1ère classe                        | Choufe |                |               |
| Obergefreiter – Quartier maître de 2ème classe                         | Crabe  |                |               |
| Matelot breveté (Kein offizieller Dienstgrad – Unteroffiziersbewerber) |        |                |               |
| Matrose – Matelot                                                      |        |                |               |

## Sanitätsdienst/Pharmazeutischer Dienst/Zahnärztlicher Dienst/Veterinärdienst -Médecin/Pharmacien/Dentiste/Vétérinaire
| Dienststellung | Anrede                        | Rangabzeichen |
| --- | ----------------------------- | ------------- |
| Médecin général des armées Generalarzt der Streitkräfte (Kein Dienstgrad, nur eine Dienststellung für den Direktor des Sanitätsdienstes und den Generalinspekteur des Sanitätsdienstes. Der Rang ist „Médecin chef des services hors classe“) | mon général weiblich: général |               |
| Médecin/Pharmacien/Chirurgien-dentiste chef des services hors classe Höherer Chef des Sanitätsdienstes | mon général weiblich: général |               |
| Vétérinaire chef des services hors classe Höherer Chef des Veterinärdienstes | mon général weiblich: général |               |
| Médecin/pharmacien/chirurgien-dentiste chef des services de classe normale Chef des Sanitätsdienstes | mon général weiblich: général |               |
| Vétérinaire chef des services de classe normale Chef des Veterinärdienstes | mon général weiblich: général |               |
| Médecin/Pharmacien/Chirurgien-dentiste/vétérinaire chef des services hors classe Höherer Chef des Sanitätsdienstes als Kommandeur einer Schule, eines Hospitals oder einer Inspektion e.c.                                                    | mon général weiblich: général |               |
| Médecin/Pharmacien/Chirurgien-dentiste/vétérinaire chef des services classe normale Chef des Sanitätsdienstes als Kommandeur einer Schule, eines Hospitals oder einer Inspektion e.c.                                                         | mon général weiblich: général |               |

| Dienststellung | Anrede                                          | Rangabzeichen Mediziner | Rangabzeichen Pharmazeuten | Rangabzeichen Zahnmediziner |
| --- | ----------------------------------------------- | ----------------------- | -------------------------- | --------------------------- |
| Médecin/pharmacien/chirurgien-dentiste en chef après cinq ans d’ancienneté Oberstarzt im Sanitätsdienst und dem Zahnärztlichen Dienst, Oberstapotheker im Pharmazeutischen Dienst nach fünfjähriger Verwendung | mon colonel weiblich: colonel                   |                         |                            |                             |
| Médecin/pharmacien/chirurgien-dentiste en chef Oberstarzt im Sanitätsdienst und dem Zahnärztlichen Dienst, Oberstapotheker im Pharmazeutischen Dienst                                                          | mon colonel weiblich: colonel                   |                         |                            |                             |
| Médecin/pharmacien/chirurgien-dentiste principal Oberfeldarzt im Sanitätsdienst und dem Zahnärztlichen Dienst, Oberfeldapotheker im Pharmazeutischen Dienst                                                    | mon colonel weiblich: colonel                   |                         |                            |                             |
| Médecin/pharmacien/chirurgien-dentiste Militärarzt/Militärapotheker | Monsieur le docteur weiblich: Madame la docteur |                         |                            |                             |
| Médecin : à partir de la septième année jusqu'au doctorat Assistenzarzt beim Eintritt in das siebte Ausbildungsjahr                                                                                            | Monsieur le docteur weiblich: Madame la docteur |                         | -                          | -                           |
| Aspirant médecin/pharmacien (à partir de la quatrième année) Aspirant beim Eintritt in das vierte Ausbildungsjahr                                                                                              |                                                 |                         |                            |                             |
| élève-officier médecin/pharmacien (première année) Medizin-Offiziersschüler im ersten Jahr |                                                 |                         |                            |                             |

Die Dienstgradabzeichen der Veterinäre entsprechen denen der Jägertruppe, mit einer Krone aus Lilienblüten anstelle des Jägerhorns und dunkelgrauer Paspelierung.
Zum Sanitätsdienst gehört auch ein Militärischer Krankenpflegedienst in den Hospitälern der Streitkräfte – Militaires infirmiers et techniciens des hôpitaux des armées (MITHA). Es handelt sich um das ärztliche und paramedizinische Personal sowie um die Krankenpfleger in den Militärkrankenhäusern.
| Dienstgrad                           | Anrede                                | Dienststellung                                            | Rangabzeichen |
| ------------------------------------ | ------------------------------------- | --------------------------------------------------------- | ------------- |
| Directeur des soins de 1re classe    |                                       | Direktor 1. Klasse des stationären Medizinischen Dienstes |               |
| Directeur des soins de 2e classe     |                                       | Direktor 2. Klasse des stationären Medizinischen Dienstes |               |
| Capitaine                            | mon capitaine (weiblich: capitaine)   | Cadre supérieur santé                                     |               |
| Lieutenant                           | mon lieutenant (weiblich: lieutenant) | Cadre santé                                               |               |
| Adjudant-chef; manchmal auch Major   |                                       | Infirmier                                                 |               |
| Sergent chef, manchmal auch Adjudant |                                       | Infirmier                                                 |               |

## Generaldirektion für Bewaffnung und Ausrüstung – Direction générale de l’armement (DGA)
| Dienstgrad                                                                           | Anrede IA und IETA                            | Anrede OCTAA                                | Ingénieurs de l’armement (IA) | Ingénieurs des études et techniques de l’armement (IETA) | Officiers du corps technique et administratif de l’armement (OCTAA) |
| ------------------------------------------------------------------------------------ | --------------------------------------------- | ------------------------------------------- | ----------------------------- | -------------------------------------------------------- | ------------------------------------------------------------------- |
| Général de classe exceptionnelle                                                     | mon géneral weiblich: géneral                 | -                                           |                               | —                                                        | —                                                                   |
| Général de hors classe                                                               | mon géneral weiblich: géneral                 | -                                           |                               | —                                                        | —                                                                   |
| Général de 1er classe                                                                | mon géneral weiblich: géneral                 | mon géneral weiblich: géneral               |                               |                                                          | a                                                                   |
| Général de 2e classe                                                                 | mon géneral weiblich: géneral                 | mon géneral weiblich: géneral               |                               |                                                          |                                                                     |
| „Chef“ (mit mehr als zwei Dienstjahren) (IA) – „Chef 1er classe“ (IETA und OCTAA)    | Monsieur le ingénieur und Madame le ingénieur | Monsieur le officier und Madame le officier |                               |                                                          |                                                                     |
| „Chef“ (mit weniger als zwei Dienstjahren) (IA) – „Chef 2e classe“ (IETA und OCTAA)  | Monsieur le ingénieur und Madame le ingénieur | Monsieur le officier und Madame le officier |                               |                                                          |                                                                     |
| „Principal“                                                                          | Monsieur le ingénieur und Madame le ingénieur | Monsieur le officier und Madame le officier |                               |                                                          |                                                                     |
| „Ingénieur“ – 4.–9. Stufe IA und 6.–10. Stufe IETA / „Officier“ 6.–10. Stufe OCTAA   | Monsieur le ingénieur und Madame le ingénieur | Monsieur le officier und Madame le officier |                               |                                                          |                                                                     |
| „Ingénieur“ – 3. und 4. Stufe IA und 2.–5. Stufe IETA / „Officier“ 2.–5. Stufe OCTAA | Monsieur le ingénieur und Madame le ingénieur | Monsieur le officier und Madame le officier |                               |                                                          |                                                                     |
| „Ingénieur“ – 1. Stufe IA und IETA / „Officier“ 1. Stufe OCTAA                       | Monsieur le ingénieur und Madame le ingénieur | Monsieur le officier und Madame le officier |                               |                                                          |                                                                     |
| „Ingénieur-aspirant“ (nur IETA)                                                      | Aspirant                                      | Aspirant                                    | —                             |                                                          | —                                                                   |

## Kraftstofftruppe der Streitkräfte – Service des essences des armées (SEA)
Die SEA besteht aus den Mannschaftsdienstgraden bis zum Brigadier-chef de 1ère classe, dem Unteroffizierskorps der SAE und der Soutien pétrolier (Kraftstoffunterstützung) den Offizieren des Corps technique et administratif (OCTASEA), die den Generälen zugerechnet werden, und den Ingenieuren der Kraftstoffversorgung – Ingénieurs militaires des essences, (IME)
| Dienstgrad                                                        | Anrede                                              | Dienststellung | Rangabzeichen |
| ----------------------------------------------------------------- | --------------------------------------------------- | -------------- | ------------- |
| Generalingenieur 1. Klasse – Ingénieur général de première classe | mon général weiblich: général                       |                |               |
| Generalingenieur 2. Klasse – Ingénieur général de deuxième classe | mon général weiblich: général                       |                |               |
| Chefingenieur 1. Klasse – Ingénieur en chef de première classe    | Monsieur le ingénieur weiblich: Madame le ingénieur |                |               |
| Chefingenieur 2. Klasse – Ingénieur en chef de deuxiéme classe    | Monsieur le ingénieur weiblich: Madame le ingénieur |                |               |
| Ingénieur principal                                               | Monsieur le ingénieur weiblich: Madame le ingénieur |                |               |

## Verteidigungs-Infrastrukturverwaltung (Service d'infrastructure de la défense – SID)
Das SID besteht aus Militär-Ingenieuren im Offiziersrang, die als Ingénieurs militaires d'infrastructure de la défense (Ingenieure der Verteidigungs-Infrastrukturverwaltung) bezeichnet werden.
| Dienstgrad                                   | Anrede          | Dienststellung | Rangabzeichen |
| -------------------------------------------- | --------------- | -------------- | ------------- |
| Ingénieur général hors classe                | Monsieur/Madame |                |               |
| Ingénieur général de première classe         | Monsieur/Madame |                |               |
| Ingénieur général de deuxième classe         | Monsieur/Madame |                |               |
| Ingénieur en chef de première classe         | Monsieur/Madame |                |               |
| Ingénieur en chef de deuxième classe         | Monsieur/Madame |                |               |
| Ingénieur principal                          | Monsieur/Madame |                |               |
| Ingénieur (Dienstzeit: sechs bis zehn Jahre) | Monsieur/Madame |                |               |
| Ingénieur (Dienstzeit: zwei bis fünf Jahre)  | Monsieur/Madame |                |               |
| Ingénieur (erstes Dienstjahr)                | Monsieur/Madame |                |               |
| Aspirant                                     | Monsieur/Madame |                |               |

## Generalinspektion der Streitkräfte – Contrôle général des armées
Das Corps du contrôle général des armées ist die Revisionsbehörde der französischen Streitkräfte. Sie setzt sich aus Angehörigen im Generalsrang zusammen, deren Rangabzeichen jedoch gänzlich vom französischen Muster abweichen.
| Dienstgrad                                                            | Anrede                        | Dienststellung | Rangabzeichen |
| --------------------------------------------------------------------- | ----------------------------- | -------------- | ------------- |
| Generalinspizient der Streitkräfte – Contrôleur général des armées    | mon général weiblich: général |                |               |
| Inspizient der Streitkräfte – Contrôleur des armées                   | mon général weiblich: général |                |               |
| Assistenz-Inspizient der Streitkräfte – Contrôleur adjoint des armées | mon général weiblich: général |                |               |

## Gendarmerie nationale
Die Gendarmerie nationale besteht aus Militärangehörigen, die aufgabenmäßig dem Innenministerium unterstellt sind. Sie unterliegen jedoch nach wie vor der Militärdisziplin.

### Generäle – Officiers généraux
| Dienstgrad                              | Anrede                         | Dienststellung                                                                                    | Rangabzeichen |
| --------------------------------------- | ------------------------------ | ------------------------------------------------------------------------------------------------- | ------------- |
| Armeegeneral – Général d’armée          | mon général weiblich: générale | Generaldirektor der Gendarmerie nationale                                                         |               |
| Korpsgeneral – Général de corps d'armée | mon général weiblich: générale | Verwaltungschef der Generaldirektion                                                              |               |
| Divisionsgeneral – Général de division  | mon général weiblich: générale | Regionskommandeur der Gendarmerie. Örtlicher Kommandeur einer Verteidigungs- und Sicherheitszone. |               |
| Brigadegeneral – Général de brigade     | mon général weiblich: générale | Regionskommandeur der Gendarmerie                                                                 |               |

### Stabsoffiziere – Officiers supérieurs
Die Dienstgrade sind identisch mit denen der Reservisten.
| Dienstgrad                                                                       | Anrede                               | Gendarmerie départementale | Gendarmerie mobile | Garde républicaine | Corps technique et administratif |
| -------------------------------------------------------------------------------- | ------------------------------------ | -------------------------- | ------------------ | ------------------ | -------------------------------- |
| Colonel                                                                          | mon colonel weiblich: colonelle      |                            |                    |                    |                                  |
| Lieutenant-colonel                                                               | mon colonel weiblich: colonelle      |                            |                    |                    |                                  |
| Commandant Chef d’escadron oder Commandant im „Corps technique et administratif“ | mon commandant weiblich: commandante |                            |                    |                    |                                  |

### Subalternoffiziere – Officiers subalternes
Die Dienstgrade sind identisch mit denen der Reservisten.
| Dienstgrad | Anrede                               | Gendarmerie départementale | Gendarmerie mobile | Garde républicaine | Corps technique et administratif |
| --- | ------------------------------------ | -------------------------- | ------------------ | ------------------ | -------------------------------- |
| Capitaine | mon capitaine weiblich: capitaine    |                            |                    |                    |                                  |
| Lieutenant | mon lieutenant weiblich: lieutenante |                            |                    |                    |                                  |
| Sous-lieutenant – Offiziersschüler im zweiten Jahr an der EOGN (École des officiers de la gendarmerie nationale) – Unteroffiziere der Reserve als Titular-Offiziere (Art. 19-1)                                                                                    | mon lieutenant weiblich: lieutenante |                            |                    |                    |                                  |
| Aspirant – Aspiranten der Gendarmerie aus einem Volontariat - Aspiranten aus dem PEOR (peloton des élèves officiers de réserve) – Schüler der École polytechnique und der ENSTA Bretagne (École nationale supérieure de techniques avancées Bretagne) im Praktikum | mon lieutenant weiblich: lieutenante |                            |                    |                    |                                  |
| Élève-officier – Offiziersschüler im ersten Jahr an der EOGN (École des officiers de la gendarmerie nationale) | mon lieutenant weiblich: lieutenante |                            |                    |                    |                                  |

### Unteroffiziere – Sous-officiers
Die Dienstgrade sind identisch mit denen der Reservisten, ausgenommen „Gendarm“
| Dienstgrad | Anrede | Gendarmerie départementale | Gendarmerie mobile | Garde républicaine | Corps technique et administratif |
| --- | --- | -------------------------- | ------------------ | ------------------ | -------------------------------- |
| Major | major |                            |                    |                    |                                  |
| Adjudant-chef | mon adjudant-chef weiblich: adjudante-cheffe |                            |                    |                    |                                  |
| Adjudant | mon adjudant weiblich: adjudante |                            |                    |                    |                                  |
| Maréchal des logis-chef | chef |                            |                    |                    |                                  |
| Gendarme oder Garde de carrière | Gendarme oder Garde Manchmal als chef von den Unteroffiziersschülern der Ėcoles de gendarmerie angesprochen. Entspricht jedoch nicht dem Reglement. Gendarme ist der korrekte Dienstgrad und einem Sergent/Sergent-chef bei der Truppe entsprechend. |                            |                    |                    | —                                |
| Gendarme ou garde aktiv oder der Reserve | Gendarme oder Garde Manchmal als chef von den Unteroffiziersschülern der Ėcoles de gendarmerie angesprochen. Entspricht jedoch nicht dem Reglement. Gendarme ist der korrekte Dienstgrad und einem Sergent/Sergent-chef bei der Truppe entsprechend. |                            |                    |                    | —                                |
| Maréchal des logis | maréchal des logis | —                          | —                  | —                  |                                  |
| Unteroffizierschüler ab dem Eintritt in „École de sous-officiers de la gendarmerie nationale“ (ESOG) oder des „Corps de Soutien Technique et Administratif de la Gendarmerie Nationale“ (CSTAGN) | |                            |                    |                    |                                  |

### Mannschaftsdienstgrade – Militaires du rang
Die Dienstgrade sind identisch mit denen der freiwilligen Hilfsgendarmen und der Reservisten.
| Dienstgrad                                                                             | Anrede             | Dienststellung | Dienstgradabzeichen |
| -------------------------------------------------------------------------------------- | ------------------ | -------------- | ------------------- |
| Maréchal des logis                                                                     | maréchal des logis |                |                     |
| Brigadier-chef                                                                         | brigadier-chef     |                |                     |
| Brigadier                                                                              | brigadier          |                |                     |
| Gendarme adjoint de 1ère classe (Kein offizieller Dienstgrad – Unteroffiziersbewerber) | kein Titel         |                |                     |
| Gendarme adjoint de 2ème classe                                                        | kein Titel         |                |                     |

## Militärseelsorge – Aumôniers militaires
Die Militärseelsorger zählen zu den Offizieren und werden gemäß dem Reglement im Schriftverkehr generell als Monsieur/Madame l’aumônier angesprochen.
In der Praxis unterscheiden sich die Anrede der einzelnen Religionen voneinander:
- Katholische Militärgeistliche der Land- und Luftstreitkräfte werden gemäß Reglement als Padre angesprochen, gewöhnlich wird jedoch Mon père verwendet. An Bord von Schiffen wird der Geistliche als Monseigneur oder Bohut tituliert.
- Protestantische Militärpfarrer werden Pasteur genannt.
- Israelitische Seelsorger heißen Monsieur le rabbin
- Islamische Geistliche werden als Monsieur angesprochen, bis eine Regelung erfolgt ist, die auf traditionellen Gepflogenheiten fußt.

| Aumônier militaire-en-chef                                         |                                 |                  |                |                       |
|                                                                    | Armée de terre services communs | Marine nationale | Armée de l’air | Gendarmerie nationale |
| Aumônier militaire-en-chef adjoint                                 |                                 |                  |                |                       |
| Aumônier militaire régional                                        |                                 |                  |                |                       |
| Aumônier militaire                                                 |                                 |                  |                |                       |
| Laïc – aumônier militaire aumônerie catholique de l’Armée de terre |                                 |                  |                |                       |
| Aumônier militaire de réserve                                      |                                 |                  |                |                       |

## Dienstgrade und Dienststellungen in der königlichen Armee
| Jahr der Einführung | Bezeichnung/Rang                                                | Funktion/Dienststellung/Bemerkung |
| ------------------- | --------------------------------------------------------------- | --- |
| 420                 | Duc de Province                                                 | Militärkommandant einer Provinz. Verlor 987 die militärische Bedeutung. |
| 420                 | Comte                                                           | Militärkommandant einer Stadt. Verlor 987 die militärische Bedeutung. |
| 596                 | Maire du Palais                                                 | Oberkommandierender der Armee. Wurde 752 abgeschafft. |
| 679                 | Duc de France                                                   | Armeekommandant. Verlor 987 die militärische Bedeutung. |
| 752                 | Connétable                                                      | Dieses Amt war das oberste des königlichen Hofes. Trat erst 1192 in Erscheinung, als er den Grand sénéchal ablöste. Wurde zusammen mit dem Amiral de France per königlichem Dekret im Januar 1627 abgeschafft. |
| 770                 | Banneret                                                        | Ritter, mit dem Recht eine eigene (quadratische) Fahne (Étendard oder Bannière) zu führen. Er war der Kommandant über seinen Ban (Fähnlein) |
| 770                 | Bachelier                                                       | Ritter niedrigen Ranges, der als Führer einer Teileinheit unter einem „Banneret“ diente. Er führte einen dreieckigen Wimpel. |
| 770                 | Écuyer                                                          | Junker. Wurde 1445 durch „Coutilier“ (etwa Lanzierer) ersetzt. |
| 770                 | Page                                                            | Junger Adeliger in der Ausbildung zum Chevalier (Ritter) und einem solchen beigegeben. Seit 1515 wurde auch die Hausdiener so bezeichnet. Um 1547 verschwand die Bezeichnung aus dem militärischen Sprachgebrauch.                                                                                                  |
| 770                 | Cadet                                                           | Junge Adelige in der Ausbildung zum Chevalier (Ritter). Jedoch nicht in der Einzelausbildung, sondern in Corps zusammengefasst. |
| 840                 | Marquis                                                         | Militärkommandant. Überwacher von Märschen der öffentlichen Ordnung und auch von Grenzabschnitten. Die von ihm befehligte Einheit hieß Maréchaussée und war eine Art von Polizeitruppe. |
| 840                 | Baron                                                           | Offizier als Kommandant einer Festung oder einer Grenzsicherung zwischen den Provinzen. |
| 881                 | Vicomte                                                         | Helfer oder auch Lieutenant eines Comte als Militärkommandant einer Stadt |
| 978                 | Grand sénéchal                                                  | Dieser Rang war einem höheren Offizier des königlichen Hofes vorbehalten. Als militärischer Rang trat er erstmals 1060 in Erscheinung. Er hatte das Recht die Armee zu führen. Wurde 1191 abgeschafft. |
| 987                 | Gouverneur                                                      | Inhaber der zivilen und/oder militärischen Exekutive in einer Provinz. Wurde 1791 abgeschafft, später aber verschiedentlich wieder etabliert. |
| 987                 | Lieutenant du Roi                                               | Repräsentant des Königs in einer Region oder einem festen Platz. Er war dem Gouverneur unterstellt. Wurde 1791 abgeschafft, später aber verschiedentlich wieder etabliert. |
| 987                 | Major de place                                                  | (dt.: Platzmajor) War für die Details im Festungsdienst verantwortlich und dem jeweiligen Lieutenant de roi unterstellt. Wurde 1791 abgeschafft, später aber verschiedentlich wieder etabliert. |
| 1110                | Porte-oriflamme                                                 | Träger der Oriflamme Dieses Amt wurde 1461 abgeschafft. |
| 1185                | Maréchal de France                                              | Existiert bis heute, ist aber zurzeit nicht vergeben. |
| 1197                | Maître des Arbalétriers / Grand-maitre des Arbalétriers         | Kommandeur der Armbrustschützen. Eigentlich 1291 durch den „Grand maître de l’artillerie“ ersetzt, war aber dennoch bis in die Regierungszeit von François I. im Gebrauch. |
| 1291                | Grand maître de l’artillerie de France / Maitre de l’artillerie | Oberster Stückmeister. Ersetzte den „Grand maître des arbalétriers“. |
| 1344                | Maitre souverain de toutes les artilleries de France            | Etwa: „Souveräner Stückmeister über alles an französischer Artillerie“ |
| 1350                | Commissaire général                                             | Etwa: Generalkommissar. War Generalinspekteur der Truppen |
| 1355                | Capitaine                                                       | Neuer Name für den „Chevalier banneret“. Der Capitaine entwickelte sich zum Kommandeur über eine Kompanie. Der Dienstgrad ist noch in Gebrauch. |
| 1355                | Chevalier                                                       | Ersetzte den Rang des Bachelier |
| 1355                | Maître                                                          | Dieser Rang wurde den nichtadeligen Gefolgsleuten zugewiesen, sie unterschieden sich damit von den adligen Chevaliers. Später wurden die Soldaten der leichten Kavallerie als Maîtres bezeichnet. Das galt sowohl für die Husaren als auch für die Dragoner, deren Kompanien aus vielen solcher „Herren“ bestanden. |
| 1356                | Commissaire des guerres                                         | (Etwa: Kriegskommissär). Der „Commissaire des guerres“ standen unter dem Befehl der „Commissaires provinciaux“ (Provinzkommissäre). Sie trugen bis 1746 keine Uniform, und waren bis 1767 im Militär so gut wie unbekannt.                                                                                          |
| 1356                | Contrôleur des guerres                                          | Die „Contrôleurs des guerres“ waren die Gehilfen der „Commissaires des guerres“. Diese Dienststellung wurde 1782 abgeschafft |
| 1378                | Maître général visiteur de l’artillerie du Roi                  | (Etwa: Generalaufseher über die Artillerie des Königs). Ersetzte den „Maitre souverain de toutes les artilleries de France“ |
| 1416                | Capitaine général                                               | Die Kommandeure der vier Corps der Francs-archers erhielten unter anderen diesen Titel verliehen |
| 1444                | Lieutenant                                                      | Zweiter Offizier in einer Kompanie. Der Rang besteht noch und entspricht dem Oberleutnant. |
| 1444                | Enseigne                                                        | Etwa:Fähnrich. Offizier als Fahnenträger der Infanterie bzw. Standartenträger der Kavallerie. |
| 1444                | Guidon                                                          | (Etwa:Fähnrich.) Offizier als Träger der Standarte bzw. Guidon der Gendarmerie. Wurde 1776 abgeschafft. |
| 1444                | Cornette                                                        | (dt.: Kornett). Offizier als Träger der Standarte (Cornette) einer Kompanie der „Cavalerie légère“ (Leichte Kavallerie). Wurde 1776 abgeschafft. |
| 1444                | Maréchal des logis                                              | Der „Maréchal des logis“ steht immer noch in der Kavallerie für den Dienstgrad „Sergent“ der Infanterie. |
| 1444                | Trompette                                                       | Seit dieser Zeit der Trompeter der französischen Kavallerie |
| 1445                | Cadet gentilhomme                                               | Adeliger Kadett. |
| 1445                | Coutilier                                                       | Neue Bezeichnung für den Écuyer. Sie waren die Führer der Bogenschützen in ihren zugewiesenen Einheiten. Der Rang Écuyer wurde 1547 endgültig abgeschafft. |
| 1477                | Maître en chef de l’artillerie                                  | Etwa: Oberster Stückmeister der Artillerie. Neue Bezeichnung für den „Maitre général visiteur de l’artillerie“ |
| 1485                | Sergent                                                         | Ursprünglich ein Offizier der für das Funktionieren der Kompanie dem Capitaine verantwortlich war. Wurde später zu einem Unteroffiziersdienstgrad. Besteht heute noch. |
| 1495                | Porte cornette blanche                                          | Königlicher Fähnrich. Ein Offizier (Enseigne), der die „Cornette blanche“ die weiße Fahne des Königs (ohne jedwede Inschriften, Insignien oder Verzierungen) trug. |
| 1515                | Sergent major-général de l’infanterie                           | War dem „Chef d’État Major général“ gleichgestellt. 1670 wurde er in „Major-général“ umbenannt. |
| 1515                | Sergent de bataille                                             | Die Sergents de bataille sorgten in den Einheiten im Kampf nach den Befehlen des „Sergent major-général“ für Ordnung und Disziplin. Wurde 1668 abgeschafft. |
| 1515                | Contrôleur général de l’artillerie                              | Etwa: Generalkontrolleur der Artillerie (Militärischer Verwaltungsposten) |
| 1515                | Sergent-major                                                   | Die Sergents-majors bestanden gleichzeitig mit den „Majors de régiments“, die es seit 1670 gab. Letztere wurden 1745 in Sergent-major umbenannt. Der Rang wurde 1790 abgeschafft, jedoch bald darauf wieder eingeführt. Besteht als „Major“ bis heute.                                                              |
| 1534                | Maréchal de camp                                                | Höherer Offiziersdienstgrad, der längere Zeit von einer Kommission eingesetzt wurde. Im Jahr 1793 durch den Général de brigade ersetzt. 1814 zeitweilig rückbenannt. |
| 1534                | Aide de camp                                                    | Die „Aides de camp“ waren Gehilfen der „Maréchals de camp“ in den Belangen der Truppenunterbringung. |
| 1534                | Colonel                                                         | Wurde 1534 geschaffen, aber erst 1543 vergeben. Er betraf die Kommandanten der „Légions nationales“, die von König Franz I. geschaffen worden waren und ging dann auf die Kommandeure/Regimentsinhaber der Infanterie über. Zwischen 1793 und 1803 hieß der Colonel „Chef de brigade“.                              |
| 1534                | Centenier                                                       | Offizier der „Légions nationales“. Stand unter dem Colonel und wurde 1558 abgeschafft. |
| 1534                | Fourrier                                                        | Unteroffiziersdienstgrad der für die Unterbringung seiner Kompanie im Detail zuständig war. Es gab in der Armee die „Fourriers généraux“ und die „Fourriers majors“. Die Fourriers généraux (auch Fourriers marqueurs genannt) wurden 1792 abgeschafft.                                                             |
| 1534                | Caps d’escadre                                                  | Entsprach einem Caporal in der Infanterie. Eine Escadre der Kavallerie (auch Escouade genannt), bildete ein Viertel einer „Centene“ (Hundertschaft) und bestand so aus 25 Reitern. |
| 1534                | Anspessade                                                      | Etwa:Obergefreiter. Der Anspessade (oder Lanspessade) war ein bewährter Soldat 1. Klasse, der dem Caporal zur Unterstützung beigegeben war. |
| 1534                | Tambourin                                                       | Wurde 1558 in „Tambour-major“ umbenannt. |
| 1534                | Fifre                                                           | Pfeifer/Querpfeifer. Erschien zum ersten Mal in der „Légion romaine“, die von François I. aufgestellt worden war. |
| 1535                | Mestre de camp                                                  | Regimentskommandeur der Kavallerie. Entsprach dem Colonel der Infanterie. |
| 1536                | Grenadier                                                       | Anfänglich die Bezeichnung für einen Elitesoldaten. |
| 1543                | Colonel général                                                 | Neue Bezeichnung für den „Capitaine général“ als Oberkommandierender einer Waffengattung. Der Capitaine général war dann den Provinzgouverneuren vorbehalten. Der Colonel général wurde 1790 abgeschafft. |
| 1543                | Surintendant général des fortifications                         | General-Oberintendant der Befestigungen. Wurde 1693 zum „Directeur général des fortifications“ (Generaldirektor für die Befestigungen). 1762 abgeschafft. |
| 1543                | Colonel-lieutenant                                              | Oberstleutnant. Stellvertreter des Colonel als Regimentskommandeur. War lange Zeit nur eine Dienststellung und wurde erst 1767 zu einem Rang. |
| 1547                | Ministre de la Guerre                                           | Kriegsminister. Bis zu seiner Abschaffung 1792 bekleideten 45 Personen diese Funktion. |
| 1552                | Mestre de camp général                                          | Wurde 1790 abgeschafft. |
| 1558                | Aumônier                                                        | Regimentsgeistlicher. |
| 1558                | Caporal                                                         | Neue Bezeichnung für den „Caps d’escadre“ |
| 1560                | Lieutenant colonel de la cavalerie légère                       | Oberstleutnant der leichten Kavallerie. Wurde 1655 abgeschafft. |
| 1577                | Aide major de place                                             | Gehilfe des „Major de place“. Wurde 1791 abgeschafft. |
| 1585                | Sous-lieutenant                                                 | Dritter Offizier in einer Kompanie |
| 1590                | Brigadier                                                       | Unteroffiziersdienstgrad in der Kavallerie |
| 1597                | Maître guêtrier                                                 | Gamaschenverwalter |
| 1598                | Grand maître et capitaine général de l’artillerie               | Oberster-Stückmeister und Generalkapitän der Artillerie. Neue Bezeichnung für den „Maître en chef de l’artillerie“. Wurde 1755 abgeschafft. |
| 1602                | Maréchal général des logis                                      | Etwa: Generalmarschall-Quartiermeister. Wurde 1690 abgeschafft. |
| 1602                | Maréchal général des camps et armées du roi                     | Etwa Generalmarschall des Königs. Wurde insgesamt nur siebenmal vergeben. Letzter war von 1847–1848: Nicolas Jean-de-Dieu Soult |
| 1602                | Maréchal général de la cavalerie                                | Generalmarschall der Kavallerie. Wurde 1690 abgeschafft. |
| 1602                | Directeurs des fortifications                                   | Etwa: Festungsbaudirektoren. Wurde 1690 in Directeurs du génie (Pionierdirektoren) umbenannt. |
| 1602                | Ingénieur ordinaire du Roi                                      | Ingenieur des Königs. Bildeten ab 1690 ein eigenes Korps. |
| 1613                | Maréchal de bataille                                            | Angehöriger der Kavallerie. Funktion wie „Sergent de bataille“ in der Infanterie. Wurde 1667 abgeschafft. |
| 1627                | Chef d’escadre des armées navales                               | Admiralsdienstgrad, ab 1791 als Contre-amiral bezeichnet |
| 1633                | Lieutenant-général des armées                                   | Eine Dienststellung, die unter dem Rang des Maréchal de France rangierte. |
| 1635                | Intendant d’armée                                               | Armeeintendanten. Wurde 1704 eingerichtet. |
| 1637                | Commissaire général                                             | Etwa: Generalkommissar. 1654 abgeschafft. |
| 1651                | Aide-major                                                      | Offizier als Gehilfe eines Truppenkommandeurs oder eines Platzkommandanten. Wurde 1776 abgeschafft. |
| 1651                | Sous-aide major                                                 | Einem Offizier als Gehilfe eines Truppenkommandeurs oder eines Platzkommandanten beigestellt. Wurde 1776 abgeschafft. |
| 1651                | Chirurgien                                                      | Regimentschirurg |
| 1651                | Tambour-major                                                   | Tambourmajor |
| 1651                | Trompette-major                                                 | Etwa: Stabstrompeter. Im Jahre 1788 durch die Bezeichnung Trompette brigadier ersetzt. |
| 1652                | Lieutenant-général des armées navales                           | Admiralsdienstgrad oberhalb des Chef d’escadre des armées navales, ab 1791 als Vice-amiral bezeichnet |
| 1657                | Commissaire général des fortifications                          | Etwa: Generalkommissär der Befestigungen. 1703 abgeschafft. |
| 1665                | Haut-bois                                                       | Hautboist. Ursprünglich nur bei den königlichen Musketieren und den Dragonern etabliert. |
| 1667                | Brigadier des armées du roi                                     | Dienstgrad über dem Oberst, jedoch kein General bei der leichten Kavallerie. Im Jahre 1688 auch bei der Infanterie übernommen. Wurde 1788 abgeschafft. |
| 1668                | Inspecteur générale                                             | Generalinspekteur. Eine Dienststellung, die nicht an einen Rang gebunden war. |
| 1669                | Vice-amiral ès me du Ponant                                     | Befehlshaber der Flotte du Ponant (Atlantikflotte) |
| 1670                | Major-général                                                   | Neue Bezeichnung für den „Sergent-major général“. |
| 1670                | Major                                                           | Neue Bezeichnung für den „Sergent-major“. Dienststellung als Leiter der Regimentsverwaltung |
| 1688                | Ingénieur géographe                                             | Geographie-Ingenieur. Diese bildeten nach 1777 ein eigenes Corps. |
| 1689                | Vice-amiral ès me du Levant                                     | Befehlshaber der Flotte du Levant (Mittelmeerflotte) |
| 1690                | Directeur de l’artillerie                                       | Etwa: Artilleriedirektor. Neue Bezeichnung für die 1291 geschaffenen „Maitres de l'artillerie“ |
| 1692                | Conseiller commissaire aux revues                               | Etwa: Beratender Kommissär bei den Besichtigungen der Truppe. 1704 mit den Commissaires des guerres zusammengelegt. |
| 1692                | Timbalier                                                       | Kesselpauker. Nur bei der Kavallerie |
| 1694                | Directeur général                                               | Etwa: Generaldirektor. Es gab vier für die Infanterie und vier für die Kavallerie. Sie waren Gehilfen des Kriegsministers. Die Posten wurde nach dem Tod des Kriegsministers Le Tellier 1701 wieder abgeschafft. |
| 1704                | Commissaire ordonnateur en chef                                 | Neue Bezeichnung für die „Intendants d’armée“ |
| 1704                | Commissaire provincial                                          | Provinzkommissar. 1790 abgeschafft |
| 1704                | Commissaire ordonnateur                                         | Etwa: Intendant |
| 1704                | Ensigne                                                         | Fahnenträger/Fähnrich der Infanterie |
| 1762                | Porte-drapeau                                                   | Fahnenträger/Fähnrich der Infanterie. Mit königlicher Anordnung vom 10. Dezember ersetzte er den Ensigne – 1792 wieder abgeschafft |
| 1762                | Porte-étendard                                                  | Fahnenträger/Fähnrich der Kavallerie – 1792 wieder abgeschafft |
| 1762                | Quartier-maître trésorier                                       | Zahlmeister. Für gewöhnlich ein Sous-lieutenant. |
| 1765                | Brigadier des armées navales                                    | Stabsoffizier oberhalb des Capitaine de vaisseau, vergleichbar mit dem britischen Commodore |
| 1766                | Musicien                                                        | Klarinettist. Dieses Instrument wurde 1775 in die Truppe eingeführt. |
| 1766                | Officier d’état-major                                           | Stabsoffizier. Eingeteilt in drei Klassen: Colonels, Lieutenant-colonels und Capitaine oder Lieutenants Zunächst 1770 abgeschafft, wurde er 1778 wieder eingeführt, beschränkte sich jedoch nur noch auf den Rang Capitaine. 1791 durch die Bezeichnung Adjoint à l’état-major général ersetzt.                     |
| 1768                | Sous-aide major de place                                        | Dem Capitaine de la porte (Hauptmann der Pforte) unterstellt. 1791 abgeschafft. |
| 1771                | Adjudant sous-officier                                          | Ersetzte die Ränge Aide-major und Sous-aide major |
| 1774                | Colonel en second                                               | Zweiter Colonel – Vertrat den Regimentsinhaber bei der Infanterie, der oftmals die Kommandogewalt nicht ausübte z. B. der König. 1788 abgeschafft |
| 1774                | Mestre de camp en second                                        | Zweiter Mestre de camp – Vertrat den Regimentsinhaber bei der Kavallerie, der oftmals die Kommandogewalt nicht ausübte z. B. die Königin. 1788 abgeschafft |
| 1774                | Chef de bataillon                                               | Zunächst 1776 abgeschafft. Später wieder eingeführt ist er bis heute im Gebrauch. Es handelt sich um den Commandant bei der Infanterie, den Jägern zu Fuß, den Pionieren und bei der Fernmeldetruppe, solange dieser ein Bataillon führt.                                                                           |
| 1774                | Chef d’escadron                                                 | Zunächst 1776 abgeschafft. Später wieder eingeführt, ist er bis heute im Gebrauch. Es handelt sich um den Commandant bei der Kavallerie, (hier allerdings als Chef d'esadrons) der Artillerie, der Logistiktruppe (Train) und der Gendarmerie nationale, solange dieser eine Escadron führt.                        |
| 1775                | Maître aumônier                                                 | Regimentsgeistlicher |
| 1776                | Sergent-major                                                   | (Etwa: Stabsfeldwebel) Höchster Unteroffiziersdienstgrad der Infanterie |
| 1776                | Maréchal des logis-chef                                         | (Etwa: Stabsfeldwebel) Höchster Unteroffiziersdienstgrad der Kavallerie |
| 1776                | Maître sellier                                                  | Regimentssattler |
| 1776                | Maître maréchal                                                 | Stallmeister |
| 1776                | Maréchal-ferrant                                                | Beschlagschmied |
| 1776                | Frater                                                          | Gehilfe des Chirurgen und Bader. Rang wurde 1790 abgeschafft. |
| 1778                | Vice-amiral des Mers d’Asie et d’Amérique                       | Posten/Ehrenrang für Charles Henri d’Estaing |
| 1784                | Vice-amiral des Mers d’Inde                                     | Posten/Ehrenrang für Pierre André de Suffren |
| 1788                | Maître tailleu                                                  | Regimentsschneider |
| 1788                | Maître bottier/Maître cordonnier                                | Schuster/Schuhmacher |
| 1788                | Major en second                                                 | Stellvertretender Major. 1790 abgeschafft. |
| 1788                | Caporal                                                         | etwa: Unteroffizier (in der Infanterie) |
| 1788                | Tambour brigadier                                               | Tambour im Feldwebeldienstgrad |
| 1788                | Carabinier à pied                                               | Elitesoldat |
| 1790                | Adjudant-général                                                | Der Adjudant-général ersetzte den „Maréchal de camp“ in der Funktion als „Chef d’état-major des armées“ (etwa: Chef des Armeestabes). |
| 1790                | Adjudant-major                                                  | Gewöhnlich ein Capitaine, der mit Verwaltungsaufgaben, mit der Instruktion der Unteroffiziere und für die Disziplin in seinem Bataillon verantwortlich war. |
| 1790                | Commissaire auditeur                                            | Der „Commissaire auditeur“ (Kommissar-Auditor) wurde zur Unterstützung der höheren Militärgerichte geschaffen. 1792 wieder abgeschafft. |
| 1791                | Adjudant de place                                               | Geschaffen um den Major und den Sous-aide major zu ersetzen. |
| 1791                | Aide commissaire des guerres                                    | Gehilfe des „Commissaire des guerres“. 1793 umbenannt in „Adjoint au commissaire des guerres“. |